# David McVicar
Sir David McVicar (geboren 1966 in Glasgow) ist ein schottischer Opernregisseur.

## Leben und Werk
McVicar studierte Schauspiel an der Royal Scottish Academy of Music and Drama und schloss sein Studium 1989 ab. Er arbeitet regelmäßig für das Glyndebourne Festival, das Londoner Royal Opera House in Covent Garden, das Teatro Liceu in Barcelona und das La Monnaie in Brüssel. 2009 debütierte er an der Metropolitan Opera in New York, 2010 bis 2012 inszenierte er den gesamten Ring des Nibelungen in Straßburg. Ab 2024 folgte eine weitere Inszenierung des Opern-Vierteilers von Richard Wagner an der Mailänder Scala. An der Metropolitan Opera inszenierte er Anfang 2013 die Oper Maria Stuarda von Gaetano Donizetti. Es folgte im gleichen Jahr an der Wiener Staatsoper seine Inszenierung  von Tristan und Isolde.
McVicars Bühnenschaffen umfasst ein breites Spektrum, er hat Opern von Händel, Mozart, Beethoven, Verdi, Puccini und Benjamin Britten inszeniert. Sein Stil kann als naturalistisch bezeichnet werden.
2012 wurde er von Elisabeth II. im Rahmen ihrer Birthday Honours in den Adelsstand als Knight Bachelor erhoben.